# Den vita katten
Den vita katten är en svensk dramafilm från 1950 i regi av Hasse Ekman. 

## Om filmen
Filmen premiärvisades 26 december 1950 på biograf Grand i Stockholm. Den spelades in vid Sandrew-Ateljéerna med exteriörer från Centralen, Tyska Brunnsplan i Stockholm och Ulriksdals vagnhallar i Solna av Göran Strindberg. 
Som förlaga har man  Walter Ljungquists roman Nycklar till okänt rum som utgavs 1950. En skillnad mellan boken och filmen är dock, att medan de båda huvudpersonerna i filmen är jämnåriga, skildrar boken en kärlekshistoria mellan X, en medelålders man, och den mycket yngre kvinnan Auri. Detta avspeglar Ljungquists eget liv; samma år som boken kom ut gifte han sig med Auris förebild i verkligheten, den 30 år yngre Gerda Antti.

## Handling
En ung man anländer en kväll med tåg till Stockholms centralstation. Han har förlorat minnet. Tidningarna rapporterar om en förrymd sinnessjuk sexualförbrytare, han fasar inför tanken att det kan vara han. 
På Centralens kaffeservering möter han servitrisen Auri. Hon upptäcker att han saknar pengar och att han inte har någonstans att ta vägen. Han berättar för henne om sin situation. Av medkänsla erbjuder hon sig att själv betala för hans mat och att ta med sig honom hem till sig. Inför Auri kallar han sig "X". Hon vill gå till polisen men X är rädd för att vara efterspanad för något brott och avvisar tanken.
På vägen hem till henne stöter de ihop med en berusad man som tror sig känna igen honom, men hävdar att han skulle vara död samt ber honom att hälsa "Pax". X och Auri pratar om vem X kan vara och hur hans förträngda liv egentligen ser ut, om han har familj och var han kan höra hemma. Han fasar inför vem han är, om det är något väldigt mörkt och obehagligt han flytt ifrån. 
Men X söker ändå svaret på vem han egentligen är. I fickan hittar han nycklar och en lapp med en adress och ett telefonnummer. Adressen leder honom till en konstnärslya i Gamla Stan och nycklarna passar i låset. Lyan tillhör en konstnär med namnet Elias Sörbrunn.

## Roller i urval
- Alf Kjellin - "X", Torben Gall, författare
- Eva Henning - Auri Rautila, servitris
- Sture Lagerwall - Elias Sörbrunn, konstnär
- Gertrud Fridh - "Pax", Lena Gall, Torbens hustru
- Hugo Björne - "Väglusen", byoriginal
- Ingrid Borthen - Ingeborg Eksell
- Gunnar Björnstrand - Jarl Eksell, Ingeborgs man
- Gull Natorp - Otti Patkull
- Doris Svedlund - Inez, flickan i skolhuset
- Gösta Gustafson - Filip, Inez far
- Margit Andelius - Ebba Patkull, Ottis syster
- Stig Järrel - Algot, nattfirare på Österlånggatan
- Peter Blitz - Jerker, pojken i skolhuset
- Arne Ragneborn - kis på Centralen, bondfångare
- Alf Östlund - biljettkontrollör på Centralen

### Ej krediterade
- Barbro Flodquist - Algots dam
- Ellika Mann - flickan vid serveringsdisken på Centralen
- Mona Geijer-Falkner - portvaktsfrun på Själagårdsgatan 5
- Helga Brofeldt - äldre hyresgäst på Själagårdsgatan 5
- Astrid Bodin - lättfotad hyresgäst på Själagårdsgatan 5
- Amelie Tuné - gammal hyresgäst på Själagårdsgatan 5
- Georg Skarstedt - hyresgäst på Själagårdsgatan 5
- Werner Ohlson - Hyresgäst på Själagårdsgatan 5, Bojans kille
- Svea Holst - Svea, Eksells hembiträde
- Bengt Wærnholm - den druckne luffaren
- Gösta Bringborn - första konduktören
- Carl Andersson - andra konduktören
- Hanny Schedin - kassörskan på Centralens servering
- Gunvor Pontén - skrattande flicka i tågkupén
- Karin Hedström - skrattande flickans kamrat
- Nina Scenna - dam på Centralens servering
- Agda Helin - dam på Centralens servering
- Magnus Kesster - herre på Centralens servering
- Frithiof Bjärne - Svenne, mannen som bultar på Auris dörr (röst)
- Emy Storm - telefonisten (röst)
- Eva Wikman - servitris på Centralens servering
- Theodor Berthels - pastorn i missionshuset

## Musik i filmen
- Dream Boogie, kompositör Charlie Norman, instrumental.
- Not Far, Not Far From the Kingdom (Ej långt, ej långt från Guds rike), kompositör Ira D. Sankey engelsk text Henry Thomas Smart

## DVD
Filmen gavs ut på DVD 2016.